# Steinbecke (Valme)
Die Steinbecke ist ein 1,3 km langer, orografisch rechter Nebenfluss der Valme im nordrhein-westfälischen Hochsauerlandkreis, Deutschland.

## Geographie
Der Bach entspringt an der Westflanke des Ochsenscheid auf einer Höhe von 664 m ü. NN. Er fließt vorrangig in westliche Richtungen. Nach 1,3 km mündet der Bach auf 446 m ü. NN rechtsseitig in die Valme. Die Mündung liegt etwa 500 Meter südlich von Obervalme.
Der Höhenunterschied zwischen Quelle und Mündung beträgt etwa 218 Höhenmeter. Daraus resultiert ein mittleres Sohlgefälle von 167,7 ‰. Das etwa 62,6 ha große Einzugsgebiet wird über Valme, Ruhr und Rhein zur Nordsee hin entwässert.